# قوري شكاك
قوري شكاك هي قرية في مقاطعة ماكو، إيران. يقدر عدد سكانها بـ 683 نسمة بحسب إحصاء 2016.